# Gendgeegiin Batmönch
Gendgeegiin Batmönch (mongolisch Гэндгээгийн Батмөнх, wiss. Transliteration Gėndgėėgijn Batmönch; * 10. August 1944) ist ein ehemaliger mongolischer Skilangläufer.
Batmönch kam bei seiner einzigen Teilnahme an Olympischen Winterspielen im Februar 1968 in Grenoble auf den 56. Platz über 30 km und auf den 52. Rang über 15 km. Zwei Jahre später belegte er bei den Nordischen Skiweltmeisterschaften in Štrbské Pleso den 56. Platz über 15 km und den 18. Rang mit der Staffel.